# Тайзаково
Тайза́ково (сонд. южносельк. Кудимаргет, Кудьмаргет — деревня елового куста) — исчезнувшая деревня в Колпашевском районе Томской области. На момент упразднения входила в состав Тискинского сельсовета. Упразднена в 1971 году.

## География
Деревня располагалась на озере Сондровская старица, в 8,5 км (по прямой) к юго-востоку от деревни Новосондрово, на 1198 км левого берега Оби около верхнего устья Сондоровской (Тайзаковской) протоки.

## История
Исторический населённый пункт южных селькупов (группа сюссюкум/сюссыкум). Одно из крупнейших южноселькупских поселений.
В южноселькупском ареале выделяются отдельные поселения и сгустки поселений, где в разные годы происходила концентрация селькупского населения (особенно значительная в середине XIX в.), между устьями Чаи и Чулыма это юрты Баранаковы-Тайзаковы-Сондровы-Сунгуровы. До 1930-х гг., т.е. до массовой ссылки в Нарымский край и массовых русско-селькупских брачных предпочтений, выделенные посёлки-юрты реально были местом концентрации селькупской этничности, куда стремились вернуться после многолетних миграционных передвижений по просторам Нарымского края те, кто в них родился.
Г. Ф. Миллер в 1740 г. записал следующие названия для Оби: Cholt в районе между устьями Васюгана и Тыма, и Iju в районе юрт Тайзаковых (Мало-Чурубаровская волость). Относительно гидронима Iju он писал следующее:
Название Ijun-dschar означает разделение р. Оби на два рукава, потому что именем Iju эти остяки называют Обь, а словом dschar называется у них разделение на две части
Это единственное упоминание данного названия как собственного названия р. Оби на селькупской территории, более никем не отмеченное.
Коренные жители – остяки Тайзаковы, Чегаткины, Телесовы, Талаевы, Мандраковы. В 1897 г.: 16 хозяйств – 76 человек селькупов и 1 русский житель. В 1911 г.: 19 хозяйств – 49 селькупов и 19 русских.

### Хозяйство
Рыболовная яма на Оби у юрт Тайзаковых славилась особо богатыми уловами:
Каждый месяц отца был как бы расписан, и дома он был редко. Осень. <...> Снега нет. В это время отец рыбачит вместе с другими рыбаками в курье, где добывали нельму, муксуна и сырка. Так до 15 октября. Затем возвращается домой и вывозит сено с лугов. С 20 по 30 декабря все наши рыбаки и мой отец уезжали ломать ямы, в которых залегала обская рыба. Ям в нашей округе было четыре: Тайзаковская (самая богатая), Теголовская, Подартельная и Зайкинская. До Рождества старались продать добытую в ямах рыбу и купить продукты (выезжали в русские села)...вспоминает М. Ф. Тобольжина (шёшкуп, Иготкино, р. Обь)., цитата по Тучкова Н.А. Селькупская ойкумена

### Культовые места

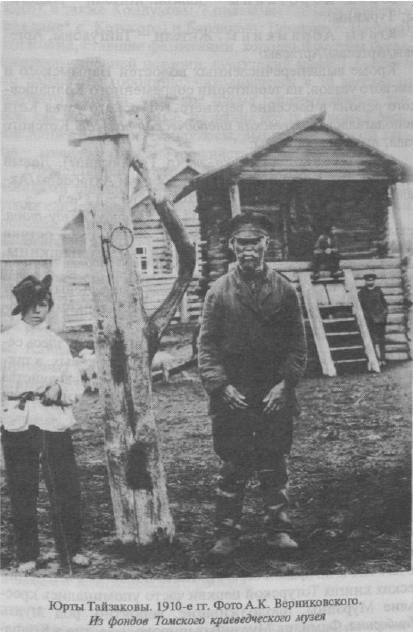
Тайзаковский культовый столб

Существуют краткие упоминания о южноселькупских культовых объектах в виде столба (идола), расположенных непосредственно в посёлке. Сосновый столб с «оригинальным суком, который вырос и врос в ствол» стоял в ю. Тайзаковых около амбарчика, «в котором в прежние времена остяки совершали свои языческие богомолья, а в настоящее время (1898 г.), по рассказу ямщика, который меня возил, в этом амбаре хранятся остяцкие идолы… По словам остяков сосновое бревно для этого столба было поймано весною на реке Оби, куда оно, по их же мнению, приплыло с реки Чулыма».

### Позднее время
В 1928 году деревня Тайзакова состояла из 45 хозяйств. В деревне размешались школа 1-й ступени и лавка общества потребления. В административном отношении являлась центром Тайзаковского сельсовета Колпашевского района Томского округа Сибирского края. С 1938 года в Суготском сельсовете, с 1940 года в Тискинском.
В 1960-е годы деревня попала в разряд неперспективных и по планам должна была быть сселена к 1975 году.
Решение № 6 Томского облисполкома от 14 января 1971 г. в связи с выездом населения деревня Тайзаково исключена из учётных данных.

## Население
| 1910 | 1920 | 1926 | 1939 | 1952 | 1959 | 1970 |
| ---- | ---- | ---- | ---- | ---- | ---- | ---- |
| 68   | ↗160 | ↗194 | ↘184 | ↘101 | ↘74  | ↘0   |

В 1926 году основным населением деревни были русские. Население юрт Тайзаковых (сюссыкумы) состояли в родственных отношениях с жителями близлежащих шёшкупских посёлков.